# Roland Wakelin
Roland Wakelin, né le 17 avril 1887 à Greytown en Nouvelle-Zélande et mort le 28 mai 1971, est un peintre et professeur australien.

## Biographie

### Jeunesse
Roland Shakespeare Wakelin naît le 17 avril 1887 à Greytown en Nouvelle-Zélande. Il étudie à l'école technique de Wellington de 1902 à 1903. Peu de temps après, alors qu'il travaille au Département des impôts fonciers et du revenu, il suit des cours du soir de peinture sous la direction d'Henri Bastings. En 1908 et 1909, il rend visite à son frère à Sydney puis en 1912 le rejoint, et s'inscrit à la Royal Art Society School pour étudier le dessin et la peinture sous la direction de Dattilo Rubbo aux côtés de ses camarades Smith, Norah Simpson et de Maistre,.

### Carrière
En 1913, il commence à travailler au bureau des impôts fonciers de la Nouvelle-Galles du Sud. En 1914, il commence à travailler comme vendeur de billets pour les grands magasins Mark Foy's et David Jones, puis à partir de 1916, il travaille pour la société d'art commercial Smith and Julius. En 1919, il organise avec Roy de Maistre une exposition en duo intitulée Color in Art influencée par Cézanne, Gauguin et Van Gogh au salon d'art de Gayfield Shaw à Sydney.
Il travaille à Londres en tant qu'artiste indépendant (passant quelque temps à Paris) 1922-1924.
À son retour à Sydney en 1925, il organise une exposition de son travail, largement influencée par Cézanne, aux Macquarie Galleries de John Young. Il tient de nombreuses autres expositions entre 1928 et 1970, dont une exposition commémorative en 1972. 
De 1924 à 1941, il travaille pour le cabinet d'art commercial O'Brien Publicity. De 1942 à 1949, il travaille dans le département de dessin d' Edward H O'Brien qui est co-entrepreneurs avec le PMG (maintenant Telstra ) pour la production de bout en bout des Pages Jaunes, un annuaire commercial australien local. Il est à Melbourne en 1950 à 1951, enseignant à la National Gallery School puis à l'Université de Sydney à partir de 1952, enseignant à temps partiel, principalement à des étudiants en architecture. De 1956 à 1957, il voyage en Europe, visitant l'Angleterre, la Hollande, la France et l'Italie.
Une rétrospective lui est consacrée en 1967 à l'Art Gallery de Nouvelle-Galles du Sud.
C'est un homme affable et sociable avec des réalisations importantes dans des domaines autres que la peinture - il lit beaucoup et a une belle voix de basse, avec un répertoire de chansons populaires et de Gilbert et Sullivan à Mozart et Bach. Wakelin, De Maistre et Grace Cossington Smith sont considérés comme les fondateurs du mouvement moderne à Sydney.

### Mort
Il meurt le 28 mai 1971.